# Hertogdom Limburg (1839-1866)
Het hertogdom Limburg werd in 1839 opgericht als vervanging – en gedeeltelijke voortzetting – van het historische hertogdom Limburg, dat tot 1795 had bestaan. Het omvatte het grondgebied van de huidige Nederlandse provincie Limburg.

## Compensatie

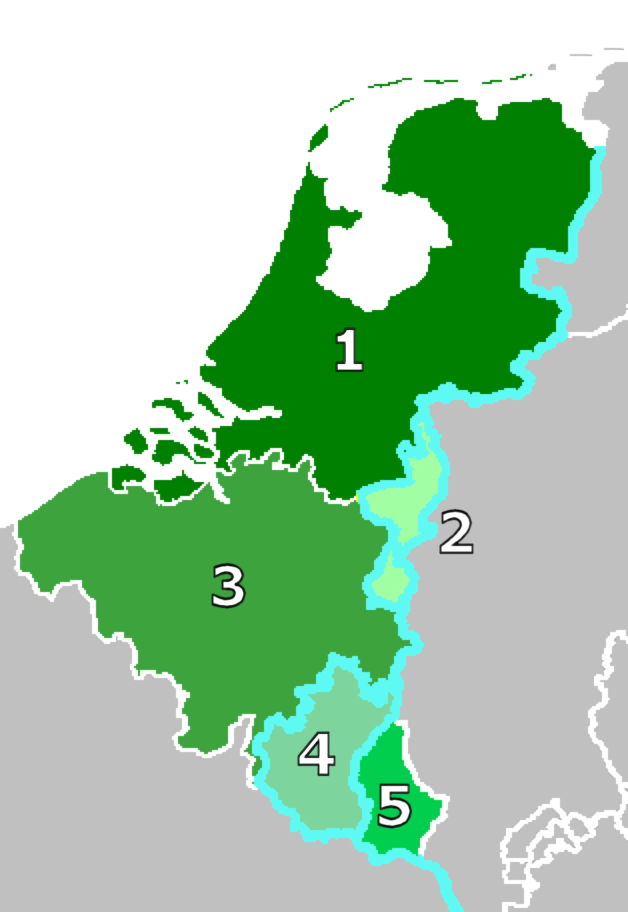
Ruil in 1839 van West-Luxemburg (4) tegen Oost-Limburg (2) binnen de Duitse Bond

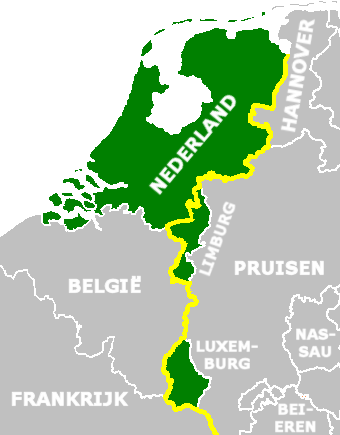
Limburg en Luxemburg in de Duitse Bond

Willem I der Nederlanden accepteerde een vredesverdrag met het opstandige België op voorwaarde dat hij de oostelijke delen van de provincies Limburg en Luxemburg terugkreeg. Deze provincies hadden zich aangesloten bij de Belgische Revolutie en hoorden sinds 1830 feitelijk bij België, op de vestingen van Luxemburg-stad en Maastricht na, die in handen waren gebleven van het Nederlandse regeringsleger.
Formeel was Luxemburg echter nog steeds een groothertogdom binnen de Duitse Bond dat staatkundig met Nederland was verbonden. In het Verdrag van Londen (1839) werd dus, volgens het internationaal recht, niet het oostelijke, Duitstalige deel van Luxemburg aan Willem 'teruggegeven', maar werd het westelijke, overwegend Franstalige deel aan België afgestaan. Tegelijkertijd werd het oostelijke Groothertogdom Luxemburg neutraal en volledig zelfstandig, hoewel de personele unie met Nederland bleef bestaan. De dynastieke compensatie voor dit verlies was dat Willem ten oosten van de Maas opnieuw een hertogdom kreeg. De oude hertogelijke titel van Limburg was al in 1288 in handen van de hertogen van Brabant en zo in Habsburgse handen terechtgekomen. De Duitse Bond, specifiek de Zollverein (douane-unie), werd op deze wijze gecompenseerd voor het verlies van de West-Luxemburgse bevolking als afzetgebied. Omdat de populatie van Limburg groter was dan die van Luxemburg, werden de steden Venlo en Maastricht buiten het nieuw te vormen hertogdom gehouden. Het nieuwe territorium van het hertogdom Limburg werd (of bleef) tezelfdertijd (samen met Venlo en Maastricht) een Nederlandse provincie (Limburg).

## Duitse Bond
Door het afstaan van een deel van Luxemburg aan België verloor de Duitse Bond een deel van zijn afzetgebied. Om de Duitse Bond te compenseren voor dit verlies werd Limburg als Hertogdom lid van de Duitse Bond, met uitzondering van de vestingsteden Maastricht en Venlo. Het lidmaatschap van de Duitse Bond bracht de verplichting met zich mee om militairen te leveren. In 1866 kwam er een eind aan de Duitse Bond. Limburg en Luxemburg werden dan in 1867 géén deel van de Noord-Duitse Bond. De titel hertogdom had in die zin geen betekenis meer. Het provinciaal bestuur bleef de titel echter nog gebruiken tot 1906. In 1867 dreigde Nederland even in oorlog te komen met Pruisen, toen Otto von Bismarck eiste dat Limburg opgenomen zou worden in de nieuw gevormde Noord-Duitse Bond. Het verdrag van Londen regelde in 1867 de staatkundige positie van het hertogdom.
Van 1831 tot 1839 stuurden de Limburgers verkozen vertegenwoordigers naar Brussel, ná 1839 naar Den Haag. De Nederlandse koning had voor Luxemburg en Limburg drie stemmen in de Bundesversammlung van de Duitse Bond in Frankfurt am Main. Onder de Limburgse bevolking bleven nog lange tijd sterke Belgisch- en Duitsgezinde sentimenten leven.
Als herinnering aan de gecompliceerde status van het gebied als hertogdom en generaliteitsland wordt de commissaris van de Koning van Limburg officieus nog steeds gouverneur genoemd.

## Hertogen
- 1839-1840 Willem I
- 1840-1849 Willem II
- 1849-1866 (-1890) Willem III